# 20 Forthlin Road
20 Forthlin Road é uma propriedade do National Trust em Allerton, no sul de Liverpool, Merseyside, Inglaterra. É a casa em que Paul McCartney viveu por vários anos antes de chegar à fama com The Beatles, e é rotulada pelo National Trust como "o local de nascimento dos Beatles". Foi também a casa de seu irmão Mike e o local de nascimento do trio Scaffold, do qual Mike era membro.

## História
A casa foi construída em 1949  e era propriedade da autoridade local, e a família McCartney mudou-se para ela em 1955, quando Paul estava na escola secundária.
Em 1965, Paul comprou para seu pai Jim uma casa em Heswall, uma parte rica de Wirral.  
A casa é propriedade do National Trust desde 1995.  O National Trust comercializa a casa como "o local de nascimento dos Beatles", já que este é o lugar onde os Beatles compuseram e ensaiaram suas primeiras músicas.
Ao contrário da casa de infância de Lennon, Mendips, o 20 Forthlin Road não tem uma placa azul do English Heritage e atualmente não está qualificado para receber uma. A English Heritage emite uma placa quando a figura "está morta há 20 anos ou passou o centenário de seu nascimento".  
Em fevereiro de 2012, tanto esta casa quanto a casa de infância de Lennon na 251 Menlove Avenue foram classificadas como Grau II pela Historic England. 
A casa foi destaque em uma edição do Carpool Karaoke, que foi ao ar no episódio de 22 de junho de 2018 do The Late Late Show com James Corden.  Corden visitou o local com Paul McCartney, que disse que foi sua primeira visita à casa desde que se mudou no final da adolescência.